# Italo De Zan
Italo De Zan (San Fior, 1º luglio 1925 – Treviso, 9 marzo 2020) è stato un ciclista su strada italiano.
Professionista tra l'ottobre 1946 e il 1952, vinse la Milano-Torino 1947 e una tappa al Giro d'Italia 1948. 
Morì il 9 marzo 2020, per complicazioni da COVID-19.

## Palmarès
- 1946 (dilettanti)

Coppa Caldirola
Coppa Italica
Milano-Rapallo
- 1947 (Lygie, una vittoria)

Milano-Torino
- 1948 (Atala, una vittoria)

10ª tappa Giro d'Italia (Napoli > Fiuggi)
- 1949 (Atala, una vittoria)

Sassari-Cagliari

## Piazzamenti

### Grandi Giri
- Giro d'Italia

1948: 28º

### Classiche monumento
- Milano-Sanremo

1948: 5º
1949: 4º
1951: 119º
1952: 37º
- Giro di Lombardia

1946: 4º
1947: 3º